# Pierre Monatte
Pierre Monatte (Monlet, 15 gennaio 1881 – Parigi, 27 giugno 1960) è stato un sindacalista francese, di orientamento anarco-comunista.
Entrato nel Partito Comunista Francese dopo la Rivoluzione d'ottobre, ne venne espulso nel 1924 per la propria opposizione allo stalinismo.
Nel 1925 fondò la rivista La Révolution prolétarienne.